# Wskaźniki emisji zanieczyszczeń powietrza

Wskaźniki emisji zanieczyszczeń powietrza – wartości emisji zanieczyszczeń, odniesione do jednostkowej ilości surowca, przetwarzanego w instalacji określonego rodzaju, lub do jednostkowej ilości wytwarzanego produktu. 
Liczbowe wartości wskaźników emisji z istniejących instalacji można wyznaczać doświadczalnie, na podstawie licznych pomiarów emisji, wykonywanych w różnych warunkach technologicznych. Pomiary emisji polegają na równoczesnym określaniu wielkości objętościowego strumienia emitowanych gazów i stężenia zanieczyszczenia w tych gazach. Pomiary są wykonywane przez akredytowane laboratoria, z użyciem urzędowo zalecanych metod. Ustala się wartość maksymalną oraz średnią dla roku lub sezonu. Wskaźnik emisji zanieczyszczeń z określonej instalacji jest ilorazem emisji przez wielkość produkcji. 
W czasie obliczeń przewidywanej emisji z instalacji projektowanych korzysta się z wartości wskaźników wyznaczonych w analogicznych instalacjach istniejących.
W tabeli zawarto przykłady wskaźników emisji: 
- dwutlenku węgla z instalacji do spalania różnego rodzaju paliw (wartości odniesione do jednostki uzyskiwanej energii, kg CO2/GJ)[1]
- amoniaku z ferm chowu i hodowli zwierząt (wartości odniesione do jednej sztuki)[2]

| Rodzaj paliwa                             | Wartość opałowa | Wartość opałowa | Wskaźnik emisji |
|                                           | MJ / kg         | MJ / m³         | kg CO2/ GJ      |
| Węgiel kamienny (elektrownie zawodowe)    | 21,3            | -               | 94,13           |
| Węgiel brunatny (elektrownie zawodowe)    | 8,65            | -               | 110,47          |
| Węgiel kamienny (elektrownie przemysłowe) | 21,72           | -               | 94,8            |
| Brykiety z węgla kamiennego i brunatnego  | 20,7            | -               | 92,71           |
| Gaz ziemny wysokometanowy                 | -               | 36,09           | 55,82           |
| Gaz ziemny zaazotowany                    | -               | 25,91           | 55,82           |
| Drewno opałowe                            | 15,6            | -               | 109,76          |
| Odpady komunalne - niebiogeniczne         | 10              | -               | 140,14          |

| Zwierzęta                 | Wskaźnik emisji       |
|                           | g N-NH3 / sztuka·doba |
| Krowy mleczne i jałówki   | 16,9                  |
| Jałówki cielne            | 12,3                  |
| Woły                      | 4,7                   |
| Cielaki                   | 1,9                   |
| Trzoda chlewna - tuczniki | 8                     |
| Owce nizinne              | 2                     |
| Owce wyżynne              | 0,6                   |
| Kury nioski               | 0,5                   |

Wartości wskaźników są wykorzystywane w czasie określania wartości dopuszczalnej emisji w skali lokalnej lub globalnej. Oszacowanie emisji amoniaku np. z projektowanej fermy kur pozwala przeprowadzić obliczenia spodziewanego stężenia amoniaku w powietrzu jej otoczenia i określić prawdopodobieństwo przekraczania poziomów odniesienia, wskazanych w rozporządzeniu Ministra Środowiska. Percentyle 99,8 wartości średnich odniesionych do 1 h powinny być mniejsze od 400 μg/m3 (wartość średnioroczna – od 50 μg/m3). Oszacowanie emisji dwutlenku węgla z instalacji energetycznych kraju pozwala stwierdzić, czy zostały spełnione wymagania europejskich wytycznych, dotyczących emisji gazów cieplarnianych (IPCC, Guidelines for National Greenhouse Gas Inventories).